# Get Up! (singel Korn)
Get Up! – singel grupy Korn & Skrillexa mający za zadanie promować album The Path of Totality. Singel został wydany 6 maja 2011 roku i od tego czasu utwór w Stanach Zjednoczonych pobrało ponad 200 000 osób.

## Utwory na singlu
1. Get Up! – 3:42

## Teledysk
Teledysk, wyreżyserowany przez Sébastiana Paqueta i Joshuę Allena, przedstawia w większości zespół podczas koncertu. Na zmianę pokazani są również bawiący się fani i Korn zza kulis. Oficjalna premiera odbyła się 27 września 2011 roku.

## W grach
- Piosenka pojawia się na soundtracku gry Madden NFL 12[4].